# Mathieu Teulé
Pour les articles homonymes, voir Teulé.
Mathieu Teulé, né le 24 mai 1907 à Béziers (Hérault) et mort le 24 avril 1976 dans cette même ville, est un homme politique français.

## Biographie
Fils d'un couple de commerçants, Mathieu Teulé est mécanicien à Béziers lorsqu'il s'engage au sein de l'Union de défense des commerçants et artisans, menée par Pierre Poujade, et en devient le président départemental pour l'Hérault.
Menant une liste Union et fraternité française, sur laquelle ne figure aucun élu ou ancien élu, pour les élections législatives de 1956, il obtient 16,1 % des voix et est élu député.
Son activité parlementaire est tout entière consacrée à la campagne antifiscale du mouvement poujadiste, notamment en faveur des viticulteurs et cidriers, et plus largement pour « l'amnistie fiscale ».
Sur les autres questions, il ne se distingue pas de la majorité des députés poujadistes, jusqu'au soutien au retour de de Gaulle au pouvoir, en 1958.
Il ne se représente pas aux premières élections législatives de la Cinquième république, et quitte la vie politique.

## Sources
biographie sur le site de l'assemblée nationale